# Храм святителя Димитрия Ростовского (Одесса)
Храм Святителя Димитрия Ростовского — православный храм в Одессе. Относится к Одесской епархии Украинской православной церкви Московского патриархата.

## История
Для увековечения памяти Высокопреосвященнейшего Дмитрия (Муретова), архиепископа Херсонского и Одесского Городская Дума 20 февраля 1884 года постановила:
Построить на городские средства церковь на Новом кладбище во имя Святого Дмитрия, митрополита Ростовского, день которого православная церковь празднует 21 сентября.
В этом же постановлении были выделены средства на строительство церкви в размере 25000 рублей.

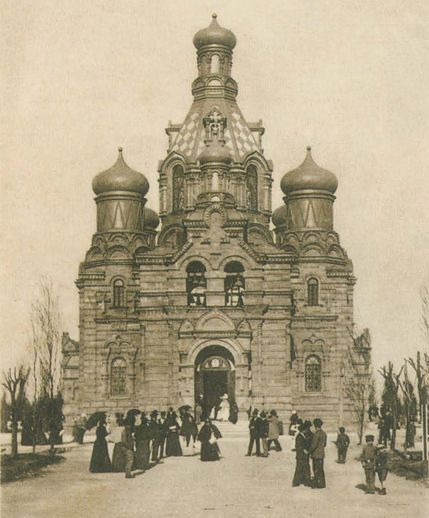
Храм святителя Димитрия Ростовского, 1917

В июне 1885 года городской Комиссией по сооружению храма был подписан контракт с подрядчиками — инженерами Плановским и Гайновский на построение храма по проекту архитектора Георгия Дмитренко. Закладка храма и освящения проводилось 14 июля 1885 преосвященным епископом Херсонским и Одесским Никанором. В фундамент будущего храма был заложен «краеугольний» камень, а епископ сделал по нему символический удар топором с ручкой из чёрного дерева. Здание церкви, построенное в русском ярославском стиле, имеет несколько специфических архитектурных решений. Строительство храма шло быстрыми темпами, и уже 11 июня 1887 комиссия по строительству приняла здание. Тем не менее продолжались работы по установке иконостаса, устройству мраморного пола, золочению крестов на куполах. На эти цели Одесской Городской думой были выделены дополнительные средства.
В целом, расходы города на строительство храма составили 45 000 рублей с учётом внутренней отделки, иконостаса, живописью и всей церковной утварью. Весной 1888 года здание церкви было в целом закончено. Храм величественно возвышался над открытым в 1885 году, ещё почти пустым, Новым кладбищем. Первоначально предполагалось провести освящение храм 12 сентября (30 августа), в день перенесения мощей Святого Александра Невского, однако окончательная доработка убранство храма потребовала ещё некоторого времени. 1 октября (30 сентября) 1888 года, накануне празднования дня святого Дмитрия, митрополита Ростовского, состоялось освящение храма, воздвигнутого в память покойного архиепископа Херсонского и Одесского Дмитрия (Муретова). Торжественную литургию совершил преосвященный архиепископ Херсонский и Одесский Никанор.
В 1936 году в храме служили два новомученика российских: митрополит Одесский Анатолий (Грисюк) и архимандрит Геннадий (Ребеза), репрессированные в 1936 году.
Храм святого Дмитрия Ростовского является единственным православным храмом Одессы, который ни на день не прекращал свою работу. Даже в советские времена он продолжал окормлять верующих, благодаря ходатайству академика Владимира Филатова.
В 2018 году в рамках празднования 130-летия храма божественную литургию возглавил правящий архиерей Одесской епархии митрополит Агафангел.